# Trompsburg
Trompsburg este un oraș din Provincia Free State, Africa de Sud.